# グランサッソの百合
バウ・ミュージカル『グランサッソの百合』（グランサッソのゆり）は、宝塚歌劇団星組により1991年9月15日から9月29日に宝塚バウホールにおいて上演されたミュージカルである。（1992年9月22日から9月30日に日本青年館、同年10月3・4日に愛知厚生年金会館において再演された。）
作・演出は小原弘稔。白城あやかがバウホールで初ヒロインを演じた。
第二次世界大戦中、イタリアの山頂ホテルを舞台にイタリア海軍士官とホテルの娘の悲恋物語。
『リラの壁の囚人たち』（1988年月組公演）、『ツーロンの薔薇』（1988年雪組公演）とあわせて、通称・第二次世界大戦レジスタンスシリーズと呼ばれる。作・演出はいずれも小原弘稔。

## あらすじ
白百合の花束を抱え、アントニオがホテル「グラン・サッソ」を訪れる。ステラと再会し、かつてこの場所で起きた悲しい出来事を回想する。
1943年8月、ロープウェイを止めれば登頂不可能といわれる山頂ホテル「グラン・サッソ」にイタリア前首相ムッソリーニがイタリア軍により監禁された。口外を避けるため、ホテルの従業員や宿泊客は無期限下山禁止を言い渡された。人々が困惑する中、ホテル支配人・フェデリコは一行を受け入れる。
ムッソリーニを護送してきた部隊の仕官・アントニオ・ルチアーノは、他の隊員とは馴染まずいつも独りでいることが多かった。ホテル経営者の養女・リリーはそんな彼を心配する。やがてお互いに心に秘めた哀しみ（アントニオはアメリカを追放されたギャング、ラッキー・ルチアーノの甥であるため、連合軍に内通していると中傷されている。また、ギャング同士の抗争で幼い頃に両親を亡くしていた。リリーはイギリス人の実母を目の前でファシストに殺されていた。）を話す内にお互いに惹かれあい、次第に愛し合うようになる。ホテル長期宿泊客である侯爵令嬢・ステラもまたアントニオに惹かれていたが、自分の想いを隠し二人の恋を見守るのであった。
ホテル経営者で、リリーの養父・ピエトロと、ホテルの支配人で、リリーの婚約者・フェデリコは、実は隠れファシストであり、イタリア軍の目を盗んで、ムッソリーニの脱出計画を進めていた。
そんな時、大きな事件が起こる。ロープウェイを止めれば登頂不可能と言われているホテルに登山家・オットーが現われたのである。オットーも無期限下山禁止となる。
9月8日、戦争終結の報が入った。人々が歓喜する中、登山家オットーは、実はムッソリーニ奪回作戦の偵察のためにきたドイツ・ナチ親衛隊特殊部隊の隊長・オットー・スコルツェニーであると正体を明かす。
9月11日夜、アントニオとリリーの逢瀬を目撃したフェデリコは逆上し、リリーの実父がムッソリーニだと明かし、養父・ピエトロと自分も隠れファシストであると告げた。ショックを受けるリリーをアントニオが励まし、二人で南フランスのツーロンに行くことを誓う。リリーを取り戻すことはできないと悟ったフェデリコは、ムッソリーニ奪回作戦の日にアントニオを殺害することを決意する。
翌朝、ドイツ部隊がムッソリーニを迎えにきた。もはや為す術を失った護衛隊であったが、アントニオはただ一人、命令を果たすためムッソリーニを盾に取り、ドイツ軍に抵抗した。そのアントニオの前で、フェデリコはリリーを人質に取り、アントニオに銃口を向ける。アントニオを庇い倒れたのは、リリーだった。混乱の中、ムッソリーニはドイツ部隊により解放される。そして、愛するアントニオの腕の中でリリーは息絶えるのであった。
アントニオはリリーとの想い出を語り終えると、彼への愛を胸に秘めたステラに見送られながら、ツーロンへと旅立った。

## 主な配役

### 宝塚バウホール
- アントニオ・ルチアーノ（イタリア海軍士官・護衛隊員）：紫苑ゆう[2]
- リリー・バルトリーニ（バルトリーニ家の養女）：白城あやか[2]
- ステラ・オルペテロ（オルテペロ侯爵令嬢）：洲悠花[2]
- フェデリコ・ステファーノ（ホテル支配人でリリーの婚約者。隠れファシスト）：夏美よう[2]
- ムッソリーニ（ファシスト党統帥）：箙かおる[2]
- セルジオ・ジョバンニ（イタリア陸軍・護衛隊隊長）：一樹千尋[2]
- ピエトロ・バルトリーニ（ホテルの経営者。隠れファシスト）：鞠村奈緒[2]
- アンナ・バルトリーニ（ピエトロの妻）：葉山三千子[2]
- オットー・スコルツェニー（登山家。実はドイツ特殊部隊隊長）：泉つかさ[2]
- マリオ・アラータ（護衛隊大尉）：千珠晄[2]
- ブルーノ・アルバロ：希波千愛[2]
- パオロ・ペトラッシ：英真なおき[2]
- オルテペロ侯爵：千秋慎[2]
- マリーナ・オルテペロ：阿樹かつら[2]
- ロベルト・スタヨーラ：英りお[2]
- スタヨーラ伯爵夫人：町風佳奈[2]
- フランチェスカ：出雲綾[2]

※役柄は出典にしていない。

### 日本青年館・愛知厚生年金会館
- アントニオ：紫苑ゆう[3]
- リリー：白城あやか[3]
- ステラ：洲悠花[3]
- フェデリコ：夏美よう[3]
- ムッソリーニ：箙かおる[3]
- ジョバンニ：岸香織[3]
- ピエトロ：鞠村奈緒[3]
- アンナ：葉山三千子[3]
- オットー：稔幸[3]
- マリオ・アラータ：千珠晄[3]

## スタッフ
宝塚バウホール公演のデータ
- 作・演出：小原弘稔[2]
- 作曲・編曲：寺田瀧雄[2]・吉田優子[2]
- 振付：山田卓[2]
- 装置：石濱日出雄[2]・関谷敏昭[2]
- 衣装：任田幾英[2]
- 照明：今井直次[2]
- 演出補：村上信夫[2]
- 録音演奏：宝塚ニューサウンズ[2]
- 製作：細川勝幸[2]
- 制作：小林公一[2]

## 第二次世界大戦レジスタンスシリーズ
時系列に並べると、『ツーロンの薔薇』→『グランサッソの百合』→『リラの壁の囚人たち』となる。
- 「ツーロンの薔薇」：ドイツ占領下のフランス・ツーロンを舞台にフランス海軍士官フィリップ・ジャルダン（一路真輝）と古城の女主人マリアンヌ・バルビエリ（仁科有理）との悲恋物語。
- 「リラの壁の囚人たち」：ドイツ占領下のフランス・パリにレジスタンス活動のために潜入した英国将校エドワード・ランス（涼風真世）と彼を匿うポーラ・モラン（朝凪鈴）との悲恋物語。

いずれもナチスに対する抵抗が描かれている。イタリアを舞台にした「グランサッソの百合」では、ファシズムへの抵抗が描かれている。「ツーロンの薔薇」、「リラの壁の囚人たち」には共通した登場人物、ピエール・バルビエリ＜レジスタンスの青年＞（轟悠）が登場するが「グランサッソの百合」には登場しない。前二作品とは上演時期が異なり、舞台となる国も異なる為、姉妹作と言うほど関連性はないように思える。しかし、リリーがかつて母と過ごした場所として南フランスのツーロンが登場するなど、「ツーロンの薔薇」を思い起こさせる台詞がある。
3作品共、主人公を庇ってヒロインが亡くなる。